# Amamiconcha
Amamiconcha is een geslacht van weekdieren uit de klasse van de Gastropoda (slakken).

## Soort
- Amamiconcha sakuraii Habe, 1961